# Pasquale Foggia
Pasquale Foggia (Napoli, 3 giugno 1983) è un dirigente sportivo ed ex calciatore italiano, di ruolo centrocampista o attaccante, direttore sportivo del Pescara.
Soprannominato folletto, dal 27 maggio 2007 è cittadino onorario della città di Reggio Calabria. Nel 2009 ha fondato una scuola calcio dilettantistica denominata ASD Pasquale Foggia nei pressi di Fuorigrotta/Soccavo, quartieri dell'area occidentale di Napoli.

## Caratteristiche tecniche
Giocatore di grande talento, agile e veloce, ed in possesso di notevole abilità nel dribbling. Mancino, poteva giocare sia come trequartista sia come ala.

## Carriera

### Giocatore

#### Club

##### Inizi
Inizia a giocare nel Banco di Napoli, dove a 14 anni viene scoperto dal Padova, che nel 1999 lo cede al Milan, nell'ambito dell'operazione che porta Roberto De Zerbi a giocare nel Padova.

##### Treviso, Empoli, Crotone e Ascoli
Debutta in Serie B nel 2000-2001 con il Treviso, con Mauro Sandreani come allenatore. Gioca lì anche gli anni successivi e dopo due stagioni in Serie C1 (dove conosce Marco Giampaolo, un allenatore che si rivelerà importante per il suo futuro) viene ceduto all'Empoli. Nel 2003, a 20 anni, esordisce in Serie A con l'Empoli il 14 settembre 2003 in Empoli-Reggina 1-1 e il 23 novembre mette a segno il primo gol nella massima serie in Empoli-Parma 1-0. Chiuderà la stagione con 19 partite ed un gol, ma arriva anche la retrocessione in Serie B. Nella stagione successiva, dopo 9 partite senza gol, si trasferisce, durante la finestra di calciomercato del gennaio 2005, al Crotone, dove colleziona 15 presenze ed un gol in Serie B.
Per la stagione 2005-2006 torna in Serie A, all'Ascoli, con cui realizza 4 gol in 34 partite.

##### Lazio e Reggina
In estate ritorna al Milan e il 31 agosto 2006 viene ceduto dai rossoneri alla Lazio con la formula del prestito.
Il 23 gennaio 2007, durante la sessione invernale del calciomercato, la Lazio ne acquisisce la proprietà del cartellino a titolo definitivo nell'ambito dell'operazione che porta Massimo Oddo al Milan. Alla Lazio tiene il record per aver fatto 2 assist nel derby di Roma, viene raggiunto poi da Manuel Lazzari nel derby Lazio Roma del 15/01/2021.
Contestualmente la stessa Lazio lo trasferisce in prestito alla Reggina. Il calciatore approda a Reggio Calabria dopo 11 presenze ed un gol con la maglia biancoceleste. Contribuisce alla salvezza della squadra amaranto con 4 gol.

##### Cagliari
In estate viene ceduto al Cagliari tramite la formula del prestito, con diritto di riscatto. Tra le file degli isolani il trequartista ben figura già dalle prime apparizioni, realizzando anche una doppietta su rigore contro la Juventus che s'impone però col risultato di 3-2.

##### Il ritorno alla Lazio
Nel giugno 2008 torna definitivamente alla Lazio dopo una stagione al Cagliari in cui è rimasto varie volte in panchina dopo l'arrivo di Davide Ballardini. Nella prima giornata di campionato realizza proprio al Cagliari il suo secondo gol con la maglia biancoceleste, contribuendo così alla vittoria per 4-1 in trasferta. Segna il suo secondo gol stagionale nella partita giocata contro il Catania, permettendo alla squadra laziale di vincere l'incontro.
Dopo un periodo critico di tutta la squadra, l'allenatore Delio Rossi punta di nuovo su di lui schierandolo da esterno di centrocampo nel 4-4-2. Il 22 febbraio 2009 mette a segno la propria terza rete nella partita contro il Lecce, in occasione della quale la Lazio torna alla vittoria. Il 13 maggio si aggiudica la Coppa Italia all'Olimpico in finale contro la Sampdoria, giocando da titolare.
Esordisce nelle coppe europee nella sfida del girone di Europa League Lazio-Red Bull Salisburgo (1-2), partita in cui realizza il suo primo gol nelle competizioni continentali.

##### Sampdoria

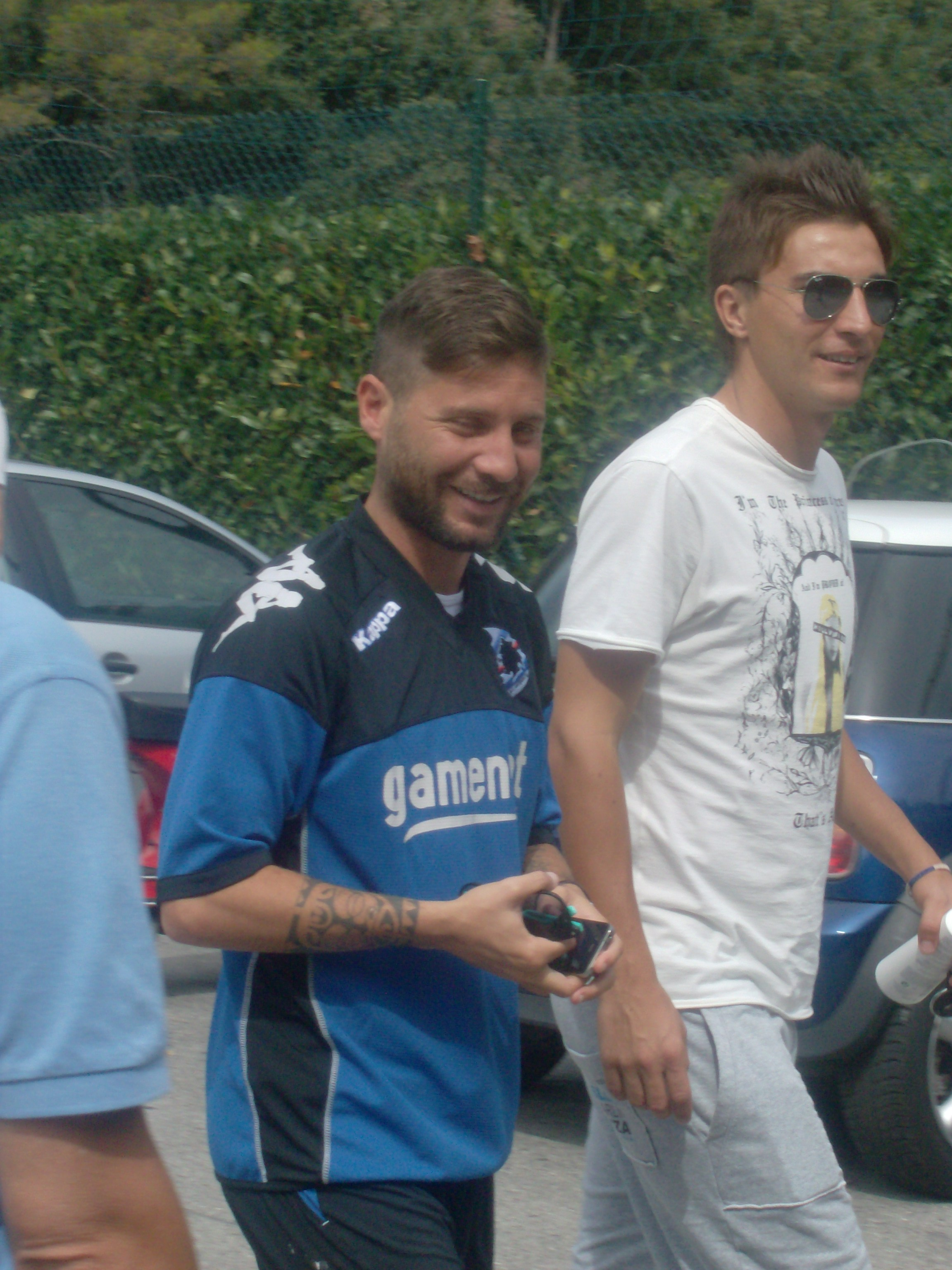
Pasquale Foggia insieme a Simone Bentivoglio al Centro Sportivo della Sampdoria nel settembre 2011

Il 31 agosto 2011 Foggia passa alla Sampdoria con la formula del prestito con diritto di riscatto dell'intero cartellino. L'esordio con la nuova maglia avviene nella partita Empoli-Sampdoria (1-3), mentre trova la prima rete, direttamente su calcio di punizione, nella partita giocata a Bergamo contro l'AlbinoLeffe, terminata 3-1 in favore dei blucerchiati. Si ripete il 15 ottobre allo scadere del secondo tempo contro l'Ascoli (1-2), con un sinistro al volo da fuori area. Ritorna al gol il 4 febbraio 2012, nella partita giocata in casa del Grosseto, con un sinistro da fuori che si rivela decisivo ai fini del risultato (0-1). Il 3 marzo, in occasione di Sampdoria-Verona (2-0), tocca quota 300 presenze con squadre di club.

#### Il rientro alla Lazio
Nell'estate del 2012 torna alla Lazio, dopo che la Sampdoria ha rinunciato al diritto di riscatto del centrocampista. Viene messo fuori rosa dall'allenatore Vladimir Petković: non giocherà neanche una partita nell'intera stagione.

##### L'esperienza a Dubai
Svincolatosi dal club laziale, il 28 maggio 2013 sottoscrive un contratto con il Dubai Club, formazione degli Emirati Arabi Uniti. Il suo contratto, però, viene stralciato il 14 agosto seguente.

##### Salernitana
Il 15 agosto 2013 firma un contratto annuale con la Salernitana. Il suo esordio in maglia granata arriva il 1º settembre 2013 in occasione della prima gara di campionato di Lega Pro Prima Divisione, Salernitana-Lecce (2-1). Il 15 agosto 2014, dopo una stagione nelle file dei campani, rescinde il contratto con i granata e si ritira dall'attività agonistica.

### Nazionale
Nel 2006, dopo la positiva stagione con l'Ascoli, viene convocato nella nazionale italiana Under-21 dal tecnico Claudio Gentile e partecipa al campionato europeo di categoria in Portogallo, dove gli Azzurrini vengono eliminati al primo turno.
L'esordio di Foggia con la nazionale maggiore avviene il 13 ottobre 2007, quando Roberto Donadoni lo schiera contro la Georgia. Quattro giorni dopo sarà in campo anche nella gara contro il Sudafrica. Sotto la gestione di Lippi partecipa solamente all'amichevole del 6 giugno 2009 contro l'Irlanda del Nord, realizzando il suo unico gol in azzurro.

### Dirigente sportivo
Nel settembre 2016 partecipa al corso per l'abilitazione a direttore sportivo indetto dal Settore Tecnico della FIGC. Si diploma il 28 novembre seguente.
Il 10 gennaio 2017 viene assunto per il suo primo incarico dirigenziale in veste di direttore sportivo del Racing Roma. Dopo sei mesi vissuti nel club capitolino, il 29 giugno 2017 diventa responsabile del settore giovanile del Benevento , e dopo appena un anno gli viene affidato l'incarico di direttore sportivo, conquistando la promozione in Serie A nella stagione 2019-2020. Il 4 febbraio 2023, con la squadra giallorossa penultima in Serie B, viene esonerato dal Benevento, insieme al tecnico Fabio Cannavaro. 
Il 14 luglio 2024 diventa nuovo direttore sportivo del Pescara, in Serie C, al posto del dimissionario Daniele Delli Carri, conquistando la promozione in Serie B ai playoff.

## Statistiche

### Presenze e reti nei club
| Stagione        | Squadra         | Campionato      | Campionato | Campionato | Coppe nazionali | Coppe nazionali | Coppe nazionali | Coppe continentali | Coppe continentali | Coppe continentali | Altre coppe | Altre coppe | Altre coppe | Totale | Totale |
| Stagione        | Squadra         | Camp            | Pres       | Reti       | Camp            | Pres            | Reti            | Camp               | Pres               | Reti               | Camp        | Pres        | Reti        | Pres   | Reti   |
| --------------- | --------------- | --------------- | ---------- | ---------- | --------------- | --------------- | --------------- | ------------------ | ------------------ | ------------------ | ----------- | ----------- | ----------- | ------ | ------ |
| 2000-2001       | Treviso         | B               | 15         | 1          | CI              | 1               | 0               | -                  | -                  | -                  | -           | -           | -           | 16     | 1      |
| 2001-2002       | Treviso         | C1              | 23         | 4          | CI+CI-C         | 0               | 0               | -                  | -                  | -                  | -           | -           | -           | 23     | 4      |
| 2002-2003       | Treviso         | C1              | 31         | 8          | CI+CI-C         | 2+0             | 0               | -                  | -                  | -                  | SC-C        | 2           | 0           | 35     | 8      |
| Totale Treviso  | Totale Treviso  | Totale Treviso  | 69         | 13         |                 | 3               | 0               |                    | -                  | -                  |             | 2           | 0           | 74     | 13     |
| 2003-2004       | Empoli          | A               | 19         | 1          | CI              | 2               | 0               | -                  | -                  | -                  | -           | -           | -           | 21     | 1      |
| 2004-gen. 2005  | Empoli          | B               | 9          | 0          | CI              | 2               | 0               | -                  | -                  | -                  | -           | -           | -           | 11     | 0      |
| Totale Empoli   | Totale Empoli   | Totale Empoli   | 28         | 1          |                 | 4               | 0               |                    | -                  | -                  |             | -           | -           | 32     | 1      |
| gen.-giu. 2005  | Crotone         | B               | 15         | 1          | -               | -               | -               | -                  | -                  | -                  | -           | -           | -           | 15     | 1      |
| 2005-2006       | Ascoli          | A               | 34         | 4          | CI              | 2               | 0               | -                  | -                  | -                  | -           | -           | -           | 36     | 4      |
| 2006-gen. 2007  | Lazio           | A               | 11         | 1          | CI              | 1               | 0               | -                  | -                  | -                  | -           | -           | -           | 12     | 1      |
| gen.-giu. 2007  | Reggina         | A               | 15         | 4          | CI              | -               | -               | -                  | -                  | -                  | -           | -           | -           | 15     | 4      |
| 2007-2008       | Cagliari        | A               | 33         | 5          | CI              | 1               | 0               | -                  | -                  | -                  | -           | -           | -           | 34     | 5      |
| 2008-2009       | Lazio           | A               | 33         | 3          | CI              | 7               | 0               | -                  | -                  | -                  | -           | -           | -           | 40     | 3      |
| 2009-2010       | Lazio           | A               | 16         | 0          | CI              | 1               | 0               | UEL                | 5                  | 2                  | SI          | 1           | 0           | 23     | 2      |
| 2010-2011       | Lazio           | A               | 9          | 0          | CI              | 2               | 0               |                    | -                  | -                  | -           | -           | -           | 11     | 0      |
| 2011-2012       | Sampdoria       | B               | 31+3       | 4          | CI              | -               | -               | -                  | -                  | -                  | -           | -           | -           | 31     | 4      |
| 2012-2013       | Lazio           | A               | 0          | 0          | CI              | 0               | 0               | UEL                | 0                  | 0                  | -           | -           | -           | 0      | 0      |
| Totale Lazio    | Totale Lazio    | Totale Lazio    | 69         | 4          |                 | 11              | 0               |                    | 5                  | 2                  |             | 1           | 0           | 86     | 6      |
| mag.-ago. 2013  | Dubai Club      | AL              | 0          | 0          | CdL             | 0               | 0               | -                  | -                  | -                  | -           | -           | 0           | -      | 0      |
| 2013-2014       | Salernitana     | 1D              | 22         | 1          | CI+CI-LP        | 0+5             | 0               | -                  | -                  | -                  | -           | -           | -           | 27     | 1      |
| Totale carriera | Totale carriera | Totale carriera | 319        | 37         |                 | 26              | 0               |                    | 5                  | 2                  |             | 2           | 0           | 330    | 39     |

### Cronologia presenze e reti in nazionale
| Cronologia completa delle presenze e delle reti in nazionale ― Italia | Cronologia completa delle presenze e delle reti in nazionale ― Italia | Cronologia completa delle presenze e delle reti in nazionale ― Italia | Cronologia completa delle presenze e delle reti in nazionale ― Italia | Cronologia completa delle presenze e delle reti in nazionale ― Italia | Cronologia completa delle presenze e delle reti in nazionale ― Italia | Cronologia completa delle presenze e delle reti in nazionale ― Italia | Cronologia completa delle presenze e delle reti in nazionale ― Italia |
| Data                                                                  | Città                                                                 | In casa                                                               | Risultato                                                             | Ospiti                                                                | Competizione                                                          | Reti                                                                  | Note                                                                  |
| --------------------------------------------------------------------- | --------------------------------------------------------------------- | --------------------------------------------------------------------- | --------------------------------------------------------------------- | --------------------------------------------------------------------- | --------------------------------------------------------------------- | --------------------------------------------------------------------- | --------------------------------------------------------------------- |
| 13-10-2007                                                            | Genova                                                                | Italia                                                                | 2 – 0                                                                 | Georgia                                                               | Qual. Euro 2008                                                       | -                                                                     | 72’                                                                   |
| 17-10-2007                                                            | Siena                                                                 | Italia                                                                | 2 – 0                                                                 | Sudafrica                                                             | Amichevole                                                            | -                                                                     | 59’                                                                   |
| 6-6-2009                                                              | Pisa                                                                  | Italia                                                                | 3 – 0                                                                 | Irlanda del Nord                                                      | Amichevole                                                            | 1                                                                     | 46’                                                                   |
| Totale                                                                |                                                                       | Presenze                                                              | 3                                                                     |                                                                       | Reti                                                                  | 1                                                                     |                                                                       |

## Palmarès

### Giocatore

#### Club

##### Competizioni nazionali
- Campionato italiano Serie C: 1

Treviso: 2002-2003
- Supercoppa di Lega Serie C1: 1

Treviso: 2003
- Campionato italiano di Serie B: 1

Empoli: 2004-2005
- Coppa Italia: 1

Lazio: 2008-2009
- Supercoppa italiana: 1

Lazio: 2009
- Coppa Italia Lega Pro: 1

Salernitana: 2013-2014

## Filmografia
- Una cella in due, regia di Nicola Barnaba (2011).